# Victory Sports Club
El Victory Sports Club es un equipo de fútbol de Maldivas que milita en la Dhivehi League, la liga de fútbol más importante del país.

## Historia
Fue fundado en el año 1971 en la capital Malé, es el equipo más exitoso del país, siendo el equipo con más títulos de Liga con 23, 4 Copas, 3 Recopas, 2 Supercopas y 1 Copa POMIS, incluyendo varias temporadas con más de 1 título ganado.
A nivel internacional ha participado en 11 torneos continentales, donde nunca ha podido avanzar más allá de la Segunda ronda.

## Palmarés
- Dhivehi League: 2

2000, 2007
- Campeonato Nacional de Maldivas: 17

1980, 1981, 1983, 1984, 1985, 1986, 1988, 1992, 1996, 2000, 2001, 2002, 2003, 2005, 2006, 2009, 2011
- Copa FA de Maldivas: 4

1993, 2000, 2009, 2010
- Recopa de Maldivas: 3

2001, 2002, 2006
- Supercopa de Maldivas: 1

2006
- Copa POMIS: 1

1989

## Participación en competiciones de la AFC
- Copa de la AFC: 5 apariciones

2007 - Fase de grupos
2008 - Fase de grupos
2010 - Fase de grupos
2011 - Fase de grupos
2012 - Ronda clasificatoria
- Copa de Clubes de Asia: 5 apariciones

| 1987 - Ronda clasificatoria 1988 - Ronda clasificatoria | 1990 - Ronda clasificatoria 1994 - Fase de grupos | 1998 - Segunda ronda |

- Recopa de la AFC: 1 aparición

2002 - Segunda ronda

## Jugadores destacados
| - Imran Mohamed - Ibrahim Fazeel - Mohamed Arif - Mukhthar Naseer - Ashad Ali - Ismail Mohamed - Mohamed Jameel - Ammaty - Sobah Mohamed | - Georges-Andre Machia Malock - Bo Henriksen - Fidadi Mohamed - Gbeneme Friday - Channa Ediri Bandanage |

## Entrenadores destacados
- Lev Burchalkin (1985-1987)
- Abujee
- Mattey